# Songköl
Il Songköl (altresì chiamato Son-Kul o Son Köl; in kirghiso Соңкөл?, Soŋköl) è un lago alpino endoreico nella catena del Tien Shan, sito nel Kirghizistan centrale.
Il lago è stato incluso nella riserva zoologica di Songköl.

## Fauna
Si ritrovano diverse specie protette fra cui i lupi, e diversi uccelli acquatici, tra cui l'oca indiana.